# أخوروم
أخوروم هي قرية في مقاطعة سميرم، إيران. عدد سكان هذه القرية هو 10 في سنة 2006.